# Torrents (Sant Pere de Torelló)
Torrents és una masia de Sant Pere de Torelló (Osona) protegida com a Bé Cultural d'Interès Local.

## Descripció
Edifici civil. Masia de planta rectangular coberta a quatre vessants. El portal d'entrada és de forma rectangular i es troba orientat a migdia. A l'extrem esquerre de l'edificació i de cara a ponent s'obren unes galeries a nivell del segons pis, les quals queden semi tapades per un cos de nova construcció. En aquest mateix sector hi ha un portal que tanca la lliça i les dependències de la casa. Cal remarcar que la lliça és de pedra viva. A migdia es conserven uns murs que devien correspondre a un altre portal, que també tancava la lliça. A la part dreta de la façana hi ha una cabana. És construïda amb pedra i tàpia i arrebossada. L'estat de conservació és força bo.

## Història
Antic mas de la vila de Sant Pere de torelló.
El trobem registrat al fogatge de la parròquia i terme de Sant Pere de Torelló de l'any 1553. Habitava el mas JOAN TORRENTS.
Actualment el mas pertany a l'antiga casa pairal "La Calveria" de Sant Martí de Riudeperes, que conserven Torrents com a segon cognom.
El mas fou reformat i ampliat per Pau Torrents al segle xvii i al XVIII s'hi feren noves reformes:
-1640: portal d'entrada:
-1675 PAU TORRENTS: cabana;
-1762: finestra.